# Dix-huit Pièces pour piano de Tchaïkovski

Les Dix-huit Pièces pour piano, op. 72, de Piotr Ilitch Tchaïkovski sont un recueil de pièces pour piano qu'il composa en 1893, en même temps que sa sixième symphonie.

## Structure
1. Impromptu (allegro moderato e giocoso, en fa mineur)
2. Berceuse (andante mosso, en la bémol majeur)
3. Tendres reproches (allegro non tanto e agitato, en ut dièse mineur)
4. Danse caractéristique (allegro giusto, en ré majeur)
5. Méditation (andante mosso, en ré majeur)
6. Mazurque pour danser (tempo di mazurka, en si bémol majeur)
7. Polacca de concert (tempo di polacca, en mi bémol majeur)
8. Dialogue (allegro moderato, en si majeur)
9. Un poco di Schumann (moderato mosso, en ré bémol majeur)
10. Scherzo-fantasie (vivace assai, en mi bémol mineur)
11. Valse-bluette (tempo di valse, en mi bémol majeur)
12. L'espiègle (allegro moderato, en mi majeur)
13. Echo rustique (allegro non troppo, en mi bémol majeur)
14. Chant élégiaque (allegro, en ré bémol majeur)
15. Un poco di Chopin (tempo di mazurka, en ut dièse mineur)
16. Valse à cinq temps (vivace, en ré majeur)
17. Passé lointain (moderato assai, quasi andante, en mi bémol majeur)
18. Scène dansante (Invitation au trépak) (allegro non tanto, en ut majeur)

## Source
- François-René Tranchefort (dir.), Guide de la musique de piano et de clavecin, Paris, Fayard, coll. « Les indispensables de la musique », 1987, 870 p. (ISBN 978-2213016399, BNF 34978617), p. 810